# Bintang (berg i Indonesien)
Bintang är ett berg i Indonesien.   Det ligger i provinsen Aceh, i den västra delen av landet, 1 600 km nordväst om huvudstaden Jakarta. Toppen på Bintang är 1 570 meter över havet, eller 140 meter över den omgivande terrängen. Bredden vid basen är 0,83 km. Bintang ligger vid sjön Danau Lauttawar.
Terrängen runt Bintang är bergig söderut, men norrut är den kuperad.Runt Bintang är det ganska tätbefolkat, med 52 invånare per kvadratkilometer. I omgivningarna runt Bintang växer i huvudsak städsegrön lövskog.